# Mentasta Lake
Mentasta Lake és una concentració de població designada pel cens dels Estats Units a l'estat d'Alaska. Segons el cens del 2000 tenia 142 habitants.

## Demografia
Segons el cens del 2000, Mentasta Lake tenia 142 habitants, 54 habitatges, i 32 famílies La densitat de població era de 0,2 habitants/km².
Dels 54 habitatges en un 31,5% hi vivien nens de menys de 18 anys, en un 38,9% hi vivien parelles casades, en un 16,7% dones solteres, i en un 38,9% no eren unitats familiars. En el 29,6% dels habitatges hi vivien persones soles el 5,6% de les quals corresponia a persones de 65 anys o més que vivien soles. El nombre mitjà de persones vivint en cada habitatge era de 2,63 i el nombre mitjà de persones que vivien en cada família era de 3,33.
Per edats la població es repartia de la següent manera: un 35,2% tenia menys de 18 anys, un 7,7% entre 18 i 24, un 23,9% entre 25 i 44, un 26,8% de 45 a 60 i un 6,3% 65 anys o més.
L'edat mediana era de 32 anys. Per cada 100 dones hi havia 102,9 homes. Per cada 100 dones de 18 o més anys hi havia 119 homes.
La renda mediana per habitatge era de 17.344 $ i la renda mediana per família de 24.167 $. Els homes tenien una renda mediana de 20.833 $ mentre que les dones 30.417 $. La renda per capita de la població era d'11.275 $. Aproximadament el 21,9% de les famílies i el 35,7% de la població estaven per davall del llindar de pobresa.

## Poblacions més properes
El següent diagrama mostra les poblacions més properes.